# Киров (Калужка област)
Вижте пояснителната страница за други значения на Киров.
Киров (на руски: Киров) е град в Русия, административен център на Кировски район, Калужка област. Населението на града към 1 януари 2018 е 30 520 души.